# فاروق حماده
فاروق حمادة ضابط طيران مصري. استشهد في حرب أكتوبر 1973 م

## دوره في نكسة يونيو 1967
أول من أسقط طائرة ميراج في حرب 67 في 15 يوليو 67 وحصل على نجمة الشرف.[بحاجة لمصدر]

## دوره في حرب أكتوبر
شارك في حرب 73 وأسقط عدد 6 طائرات وفي آخر طلعاته يوم 22 أكتوبر أصيب طائرته وتعطل ذراع القفز بالكرسي وكان الهدف المحدد له ضرب خزانات الوقود للعدو في أبو رديس لفك الثغرة فما كان منه إلا أن أبلغ قيادته بالعطل وأنه سيقتحم الخزانات بطائرته. واقتحمها وانفجرت طائرته فوقع.[بحاجة لمصدر]

## أوسمة
- وسام نجمة الشرف العسكرية[بحاجة لمصدر]
- كتب عنه المشير / محمد على فهمى في كتابه ( القوة الرابعة ) انه من قاد المجموعة 82 القتالية التي لقنت العدو الاسرائيلى درسا وكبدته الكثير من الخسائر.[بحاجة لمصدر]